# 圣于连昂热讷瓦区
圣于连昂热讷瓦区（法語：Arrondissement de Saint-Julien-en-Genevois）是法国上萨瓦省所辖的一个区。总面积660.3平方公里，总人口191,800，人口密度290人/平方公里（2018年）。首府为圣于连昂热讷瓦，主要城镇还有阿讷马斯、塞塞勒等。

## 辖区
圣于连昂热讷瓦区辖有共72个市镇。